# Henri Dominique Marius de Palys
Henri Dominique Marius de Palys, seigneur de Montrepos, né le 12 décembre 1722 à Avignon (Vaucluse), mort le 15 avril 1803 à Pont-Saint-Esprit (Gard), est un général de brigade de la Révolution française.

## États de service
Il entre en service le 11 avril 1747, comme cornette au régiment Royal-Piémont cavalerie et de 1747 à 1748, il sert en Flandre. Il se trouve le 2 juillet 1747, à la bataille de Lauffeld et en 1748, au siège de Maastricht. Il devient lieutenant sans appointement à la suite du régiment, comme élève à l'école du génie de Mézières le 8 mai 1753, et il est reçu ingénieur ordinaire le 26 mars 1755.
Du 1er mai 1760 au 29 mars 1762, il sert en Allemagne, il participe au siège de Marburg en 1760, et au premier siège de Cassel en 1761. Le 28 avril 1763, il reçoit son brevet de capitaine d'infanterie, et le 4 août 1772, il est fait chevalier de Saint-Louis. Le 25 mars 1775, il est nommé ingénieur en chef puis major d'infanterie le 1er janvier 1777. Du 1er mars 1780 au 8 juillet 1783, il participe à la guerre d'indépendance des États-Unis sous Rochambeau. Il se trouve au siège de Yorktown en septembre octobre 1781, et il obtient une pension de 600 livres sur le trésor royal le 2 avril 1782. Le 12 novembre 1790, il est nommé lieutenant-colonel sous-brigadier du génie, et colonel directeur des fortifications de la ville de Grenoble le 1er avril 1791.
En 1792 et 1793, il sert à l'armée des Alpes, et il est promu général de brigade le 26 mars 1793. Le 1er avril suivant il est affecté à l’armée du Rhin, puis à la division militaire de Besançon sous Hallot. Le 24 août 1793, il est démis de ses fonctions, et il est autorisé à prendre sa retraite le 6 octobre 1794.
Il meurt le 15 avril 1803, à Pont-Saint-Esprit.
Il est membre de la Société des Cincinnati de France.

## Sources
- (en) « Generals Who Served in the French Army during the Period 1789 - 1814: Eberle to Exelmans »
- (pl) « Napoléon.org.pl »
- Henri Dominique Marius de Palys  sur roglo.eu
- Georges Six, Dictionnaire biographique des généraux & amiraux français de la Révolution et de l'Empire (1792-1814), Paris : Librairie G. Saffroy, 1934, 2 vol., p. 283-284